# Андреас Франц Вільгельм Шимпер
Андреас Франц Вільгельм Шимпер (нім. Andreas Franz Wilhelm Schimper 12 травня 1856 — 9 вересня 1901) — німецький ботанік та геоботанік, який зробив значний внесок у галузі гістології, екології та географії рослин. У 1899 році він подорожував до Південно-Східної Азії та Карибського басейну в рамках глибоководної експедиції. Шимпер запровадив терміни тропічний дощовий ліс та склерофіт, його ім'я згадується в численних назвах рослин.

## Біографія
Шимпер народився у Страсбурзі в родині видатних учених. Його батько Вільгельм Шимпер був директором Музею природної історії Страсбурга, професором геології у Страсбурзькому університеті та провідним бріологом. Двоюрідним братом його батька був Георг Вільгельм Шимпер (1804-1878), видатний колекціонер та дослідник Аравійського півострова та Північної Африки; натураліст Карл Фрідрих Шимпер також був родичем.
З 1874 по 1878 рік Шимпер навчався у Страсбурзькому університеті, де здобув ступінь доктора філософії. Після закінчення навчання він працював у Ліоні, а у 1880 році поїхав до Сполучених Штатів Америки, де став стипендіатом Університету Джона Гопкінса.
У 1882 році він повернувся до Боннського університету, де працював разом із Едуардом Страсбургером. У 1883 році Шимпер постулював ендосимбіотичне походження хлоропластів. У 1886 році він був призначений екстраординарним професором Боннського університету, і в основному працював над клітинною гістологією, хроматофорами та метаболізмом крохмалю. Він зацікавився фітогеографією та екологією рослин, здійснюючи експедиції до Вест-Індії та Венесуели у 1882–1883 роках. У 1886 році він відвідав Бразилію, а у 1889–1890 роках Цейлон, Малакку та ботанічний сад у Богорі, вивчаючи на мангрові зарості, епіфіти та прибережну рослинність. Результатом цих подорожей стала публікація про Rhizophoraceae у «Natürliche Pflanzenfamilien».
У 1898 році Шимпер став професором ботаніки в Базельському університеті і того ж року приєднався до німецької Вальдівійської експедиції. Це була експедиція на борту SS Valdivia під керівництвом професора Карла Хуна. Подорож тривала 9 місяців, під час яких вони відвідали Канарські острови, Камерун, Кейптаун (де він приєднався до Рудольфа Марлота для збору колекційних зразків у південному Кейпі), острови Кергелен, Новий Амстердам та Кокосові острови, Суматру, Мальдіви, Цейлон, Сейшельські острови та Червоне море.
Шимпер був першим, хто дав чітке та правильне визначення пластиди, а також пояснив її типи. У 1899 році він став професором ботаніки в Базельському університеті. На його здоров’я серйозно вплинула малярія, якою він заразився у Камеруні та Дар-ес-Саламі, окрім того він хворів на діабет. У 1901 році Шимпер помер від ускладнень у віці 45 років.

## Відзнаки
У 1892 році Андреас Франц Вільгельм Шимпер був обраний членом Німецької академії природничих наук Леопольдіни.
На його честь названо рід рослин Neoschimpera родини Маренові (Rubiaceae) та рід водоростей Schimperiella.

## Важливі наукові праці
- A. F. W. Schimper: Über die Entwicklung der Chlorophyllkörner und Farbkörper. In: Botanische Zeitung. 41, Sp. 105–120, 126–131 und 137–160 (https://publikationen.ub.uni-frankfurt.de/frontdoor/index/index/docId/19551).
- Syllabus der Vorlesungen über pflanzliche Pharmacognosie. Heitz, Strassburg 1887.
- A. F. W. Schimper: Die epiphytische Vegetation Amerikas. Gustav Fischer Verlag, Jena (Project Gutenberg eText).
- A. F. W. Schimper: Anleitung zur mikroskopischen Untersuchung der vegetabilischen Nahrungs- und Genussmittel: mit 134 Abb.. Gustav Fischer Verlag, Jena.